# Liste der Monuments historiques in Champigneulles
Die Liste der Monuments historiques in Champigneulles führt die Monuments historiques in der französischen Gemeinde Champigneulles auf.

## Liste der Immobilien
| Bezeichnung                                | Beschreibung                             | Standort                 | Kennzeichnung | Schutzstatus | Datum | Bild |
| ------------------------------------------ | ---------------------------------------- | ------------------------ | ------------- | ------------ | ----- | ---- |
| Vorgeschichtliche Befestigung der Fourasse | hallstattzeitliche Abschnittsbefestigung | südlich des Ortes (Lage) | PA00106007    | Classé       | 1923  |      |

## Liste der Objekte
| Bezeichnung     | Beschreibung                                                              | Standort                      | Kennzeichnung | Schutzstatus | Datum | Bild |
| --------------- | ------------------------------------------------------------------------- | ----------------------------- | ------------- | ------------ | ----- | ---- |
| Skulptur Petrus | Stein, farbig gefasst, 16. Jahrhundert, aus der Schule von Ligier Richier | in der Kirche St-Epvre (Lage) | PM54001121    | Classé       | 1996  |      |
| Pietà           | Stein, farbig gefasst, 16. Jahrhundert                                    | in der Kirche St-Epvre (Lage) | PM54001119    | Classé       | 1908  |      |
| Skulptur Paulus | Stein, farbig gefasst, 16. Jahrhundert, aus der Schule von Ligier Richier | in der Kirche St-Epvre (Lage) | PM54001120    | Classé       | 1996  |      |